# Rezerwat przyrody Bogdalický vrch
Rezerwat przyrody Bogdalický vrch – rezerwat przyrody o powierzchni 33,2 ha, zlokalizowany na Słowacji, w regionie Záhorie (Nizina Zahorska) i Parku Krajobrazowym Záhorie (Chránená krajinná oblasť Záhorie), nad Zohorským kanálem, pomiędzy wsiami Suchohrad i Jakubov.

## Historia
Rezerwat o powierzchni 332 000 m² powołano w 1993.

## Przyroda
Rezerwat chroni las łęgowy położony na niewysokim wzniesieniu nad kanałem Zohorským. Las posiada zróżnicowaną roślinność zielną porastającą aluwia rzeki Morawy (czarnoziem). Rosną tu m.in.: jesion wyniosły, topola biała, dąb szypułkowy i olsza czarna.
Szczyt wzgórza o nazwie Bogdalický vrch (146 m n.p.m.) znajduje się poza rezerwatem, na południe od niego. W pobliżu jest też drugi podobny rezerwat przyrody – Šmolzie (nad Maliną).

## Turystyka
Do rezerwatu nie doprowadza żaden znakowany szlak turystyczny – najbliższe są: szosa z Malacków do Záhorskiej Vsi i lokalna droga do Suchohradu.